# Lathys teideensis
Lathys teideensis là một loài nhện trong họ Dictynidae.
Loài này thuộc chi Lathys. Lathys teideensis được Jörg Wunderlich miêu tả năm 1992.